# Preutești
Preutești est une commune du județ de Suceava en Roumanie.